# Mark Madsen
Mark Ellsworth Madsen (Walnut Creek, California, 28 de enero de 1976) es un exjugador y entrenador de baloncesto estadounidense, que disputó 9 temporadas en la NBA. Con 2,06 metros de altura, jugaba en la posición de ala-pívot.

## Trayectoria deportiva

### Universidad
Tras su paso por el high school, Madsen estuvo dos años en España como misionero Mormón, antes de incorporarse a la Universidad de Stanford. Allí contribuyó, en sus cuatro años de permanencia, a que su equipo se clasificara en otras tantas ocasiones para el Torneo de la NCAA, alcanzando la Final Four en 1998, siendo precisamente él quien les diera el pase a la misma, tras un mate y tiro libre adicional en los últimos segundos del partido de cuartos de final ante Rhode Island.
Fue elegido en dos ocasiones All-American y en otras dos en el mejor quinteto de la Pacific Ten Conference. Promedió en total 10,9 puntos y 7,9 rebotes por partido.

### Profesional
Fue elegido en el puesto 29 de la primera ronda del Draft de la NBA de 2000 por Los Angeles Lakers, donde, a pesar de contribuir con pocos minutos de juego, ayudó a ganar dos anillos de campeón a su equipo, en 2001 y 2002. En la temporada 2003-04 firmó como agente libre por Minnesota Timberwolves, equipo al que pertenece en la actualidad, y en el que juega apenas 10 minutos por partido.
El 20 de julio de 2009, Madsen fue traspasado a Los Angeles Clippers junto con Sebastian Telfair y Craig Smith a cambio de Quentin Richardson.
[actualizar]

### Entrenador
[actualizar]

## Estadísticas de su carrera en la NBA
|  | Denota temporada en la que fue Campeón de la NBA |

### Temporada regular
| Año     | Equipo      | PJ  | PT | MPP  | %TC  | %3P   | %TL  | RPP | APP | ROB | TPP | PPP |
| ------- | ----------- | --- | -- | ---- | ---- | ----- | ---- | --- | --- | --- | --- | --- |
| 2000–01 | Los Angeles | 70  | 3  | 9.2  | .487 | 1.000 | .703 | 2.2 | .3  | .1  | .1  | 2.0 |
| 2001–02 | Los Angeles | 59  | 5  | 11.0 | .452 | .000  | .648 | 2.7 | .7  | .3  | .2  | 2.8 |
| 2002–03 | Los Angeles | 54  | 22 | 14.5 | .423 | .000  | .590 | 2.9 | .7  | .3  | .3  | 3.2 |
| 2003–04 | Minnesota   | 72  | 12 | 17.3 | .495 | .000  | .483 | 3.8 | .4  | .5  | .2  | 3.6 |
| 2004–05 | Minnesota   | 41  | 14 | 14.7 | .515 | .000  | .500 | 3.1 | .4  | .2  | .3  | 2.1 |
| 2005–06 | Minnesota   | 62  | 7  | 10.9 | .409 | .000  | .426 | 2.3 | .2  | .4  | .3  | 1.2 |
| 2006–07 | Minnesota   | 56  | 0  | 8.4  | .535 | .000  | .517 | 1.6 | .2  | .2  | .2  | 1.1 |
| 2007–08 | Minnesota   | 20  | 6  | 7.6  | .158 | .000  | .250 | 1.9 | .2  | .2  | .1  | .5  |
| Total   | Total       | 434 | 69 | 12.0 | .461 | .063  | .533 | 2.6 | .4  | .3  | .2  | 2.2 |

### Playoffs
| Año   | Equipo      | PJ | PT | MPP  | %TC  | %3P  | %TL  | RPP | APP | ROB | TPP | PPP |
| ----- | ----------- | -- | -- | ---- | ---- | ---- | ---- | --- | --- | --- | --- | --- |
| 2001  | L.A. Lakers | 13 | 0  | 3.7  | .077 | —    | .600 | .8  | .3  | .0  | .2  | .4  |
| 2002  | L.A. Lakers | 7  | 0  | 1.4  | .000 | .000 | —    | .3  | .0  | .0  | .0  | .0  |
| 2003  | L.A. Lakers | 12 | 2  | 14.1 | .419 | .000 | .438 | 2.3 | 1.0 | .3  | .2  | 2.8 |
| 2004  | Minnesota   | 17 | 0  | 13.1 | .531 | —    | .448 | 3.4 | .1  | .3  | .2  | 2.8 |
| Total | Total       | 49 | 2  | 9.2  | .403 | .000 | .460 | 2.0 | .4  | .2  | .2  | 1.7 |